# Conejo (Nuevo México)
Conejo es un lugar designado por el censo ubicado en el condado de Santa Fe en el estado estadounidense de Nuevo México. En el Censo de 2020 tenía una población de 440 habitantes y una densidad poblacional de 89,25 habitantes por km². Fue incluido como CDP en el censo de 2020.

## Geografía
Conejo se encuentra ubicado en las coordenadas 35°37′32″N 105°56′02″O / 35.62556, -105.93389. Según la Oficina del Censo de los Estados Unidos,  tiene una superficie total de 4,93 km², todos corresponden a tierra firme.